# Гекла
Ге́кла — найвідоміший вулкан у Ісландії, котрий є дуже активним. Висота гори сягає 1491 метрів над рівнем моря, вона вражаюче височіє над долинами півдня Ісландії. Останнє виверження відбулося 28 лютого 2000 року.

## Географія

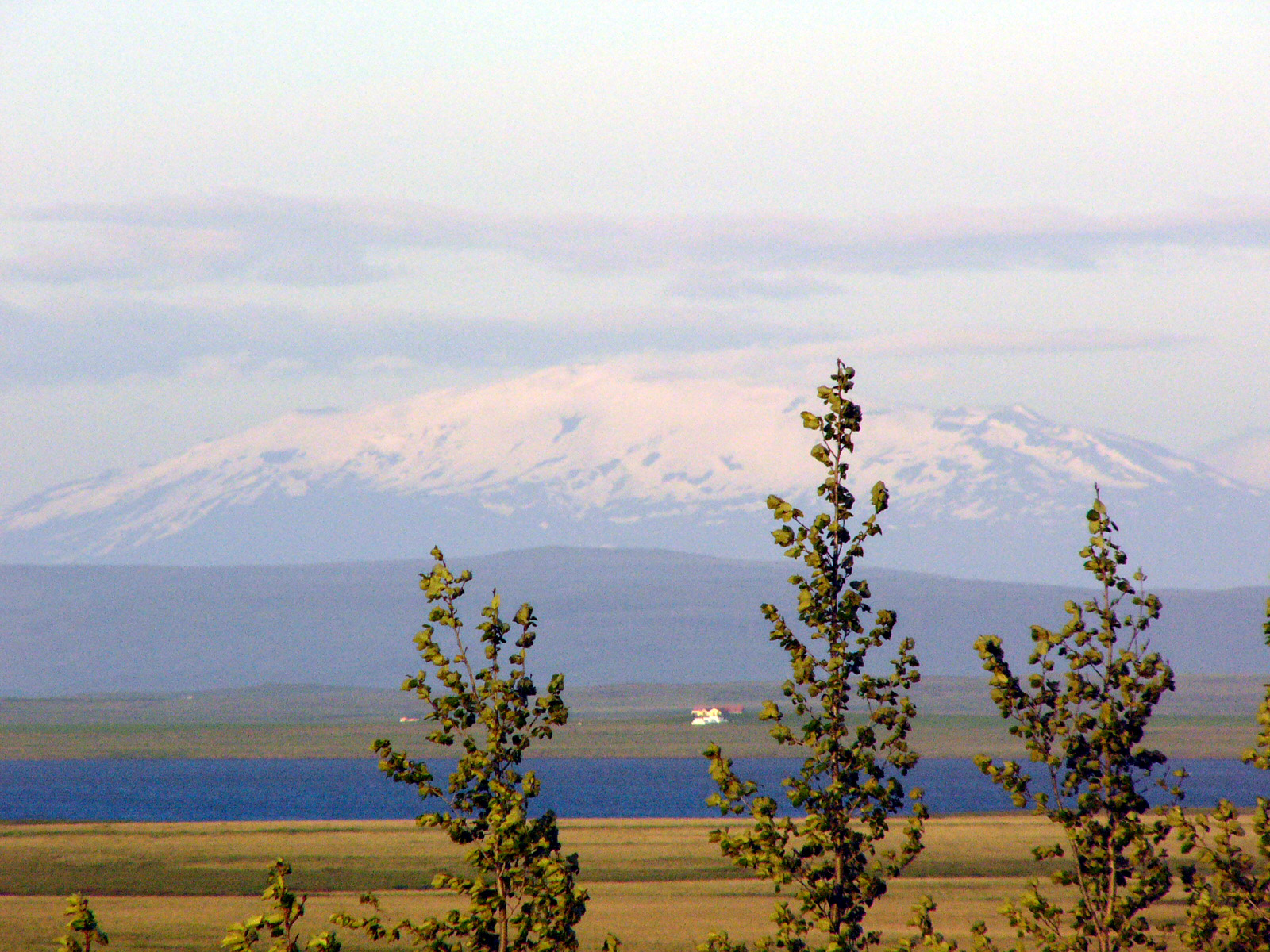
Вид на вулкан Гекла

Протягом століть, Гекла вважалася воротами до пекла, де душі проклятих горіли у вічному вогні.
Ісландія знаходиться на півночі та омивається холодними течіями. Дивно, що на цьому острові з льодовиками є вулкан, який вивергається дуже часто. Гекла є центральною частиною вулканічного хребта завдовжки у 40 кілометрів, найактивнішою частиною якого є тріщина довжиною у 5,5 кілометрів. Вивчення відкладень вулканічного попелу виявили, що вулкан був активним принаймні протягом останніх 6600 років. Ісландці з часу заселення країни були свідками близько 20 вивержень основного кратера Гекли, і ще восьми з додаткових кратерів вулкану.

## Туризмта дослідження вулкану
Найкраща стежина для підняття на Геклу пролягає з північної або з північно-західної сторони гори. Дослідники Еґґерт Олафссон та Б'яртні Палссон були першими людьми, які піднялися на вулкан у 1750 році.
Виставка, що представляє гору Геклу, розміщується в однойменному Центрі Гекла в Лейрубаккі ау Ланді поблизу гори. Там досліджуються природа вулкану і «відносини між горою і ісландським народом протягом 11 століть». Центр Гекла теж надає інформацію про найкращі маршрути на гору, і видає свідоцтва тим, хто піднімається на гору.

## Гекла в культурі
Ісландський композитор Йон Лейфс присвятив свій твір «Гекла» (1964) виверженню Гекли, яке йому вдалося спостерігати. Згодом цю композицію було названо «найгучнішою в класичній музиці».

## Галерея

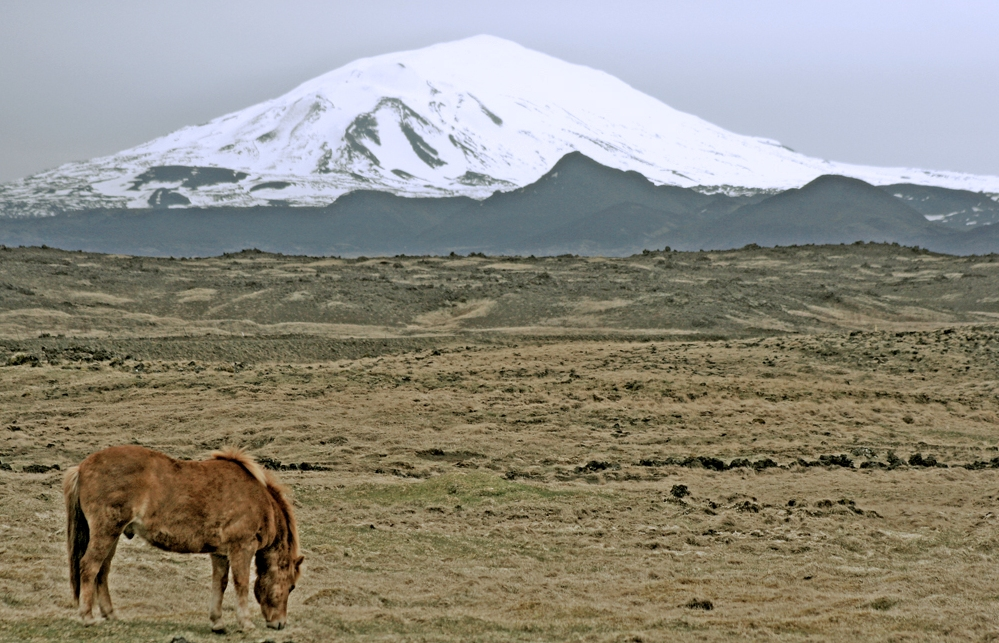
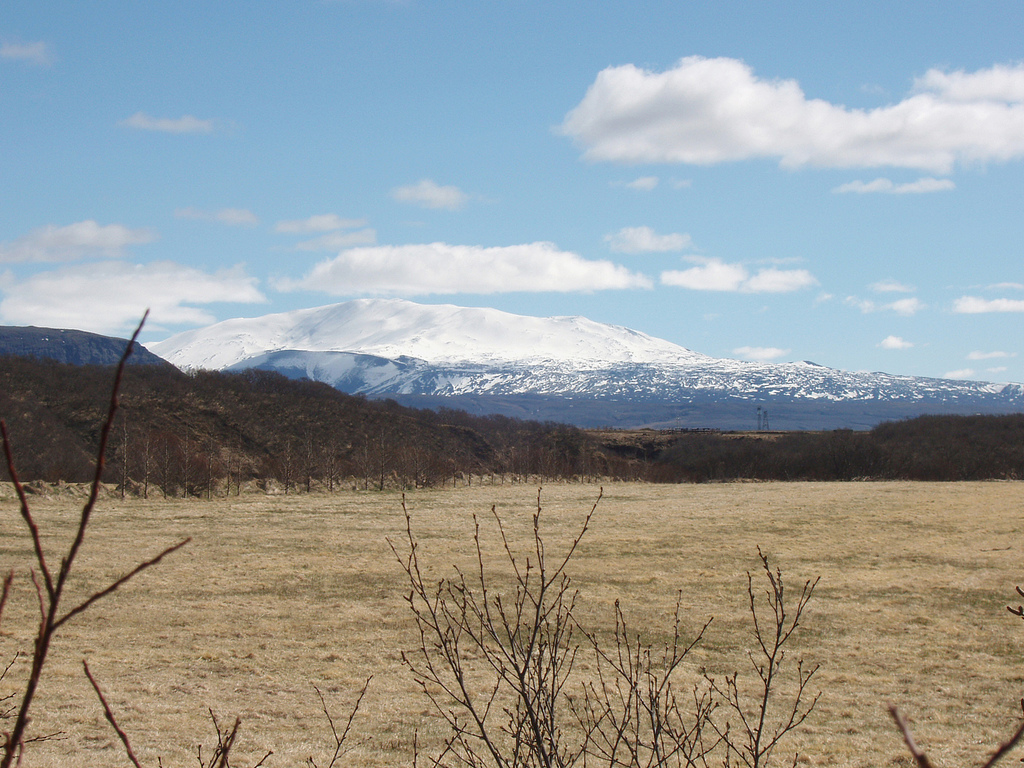
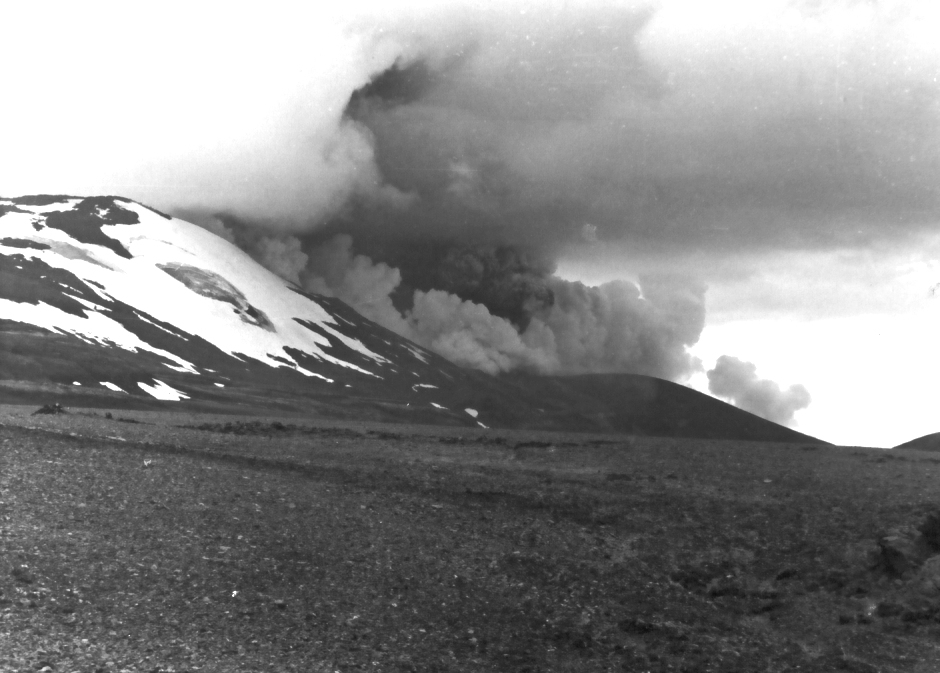
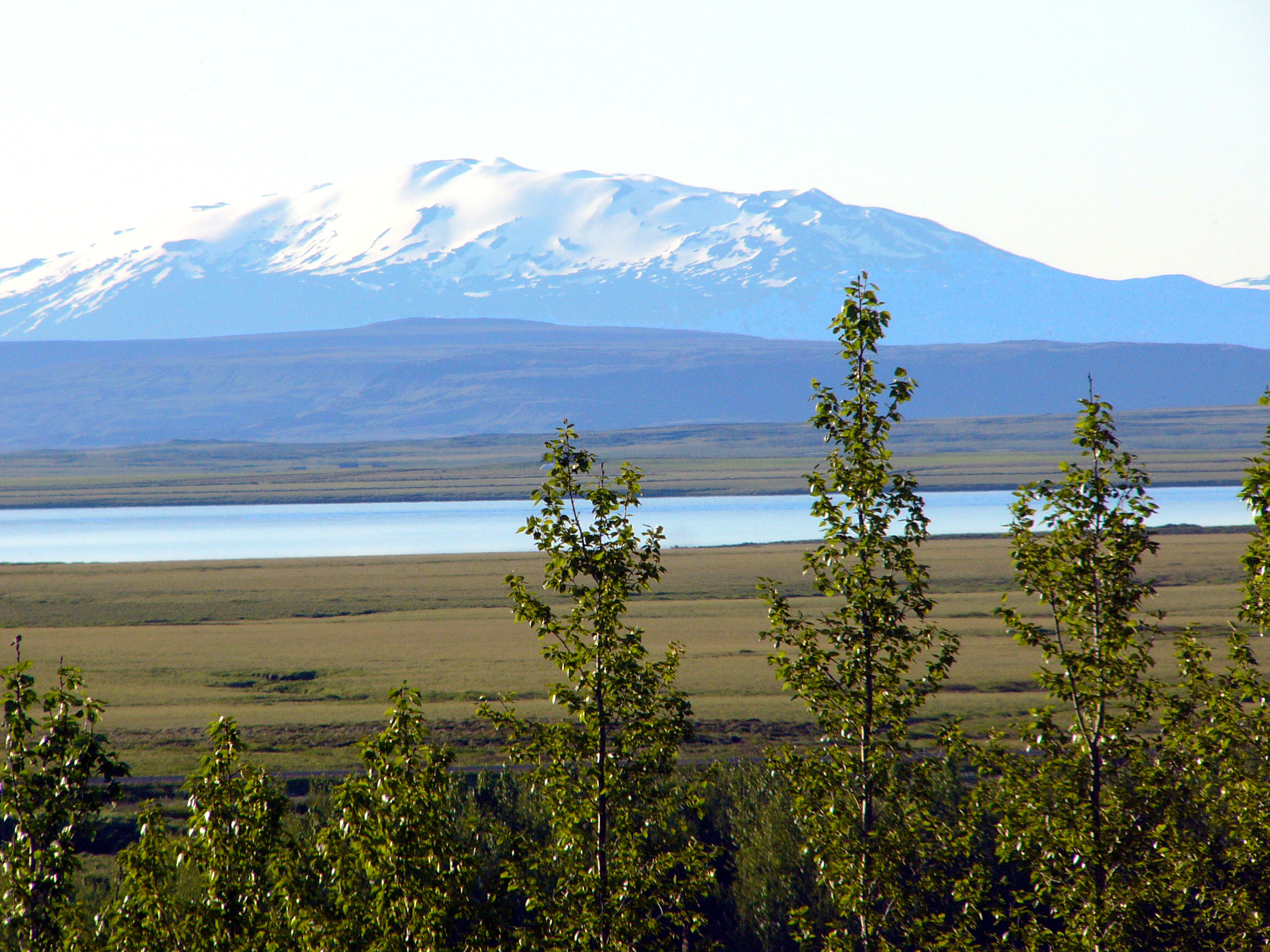
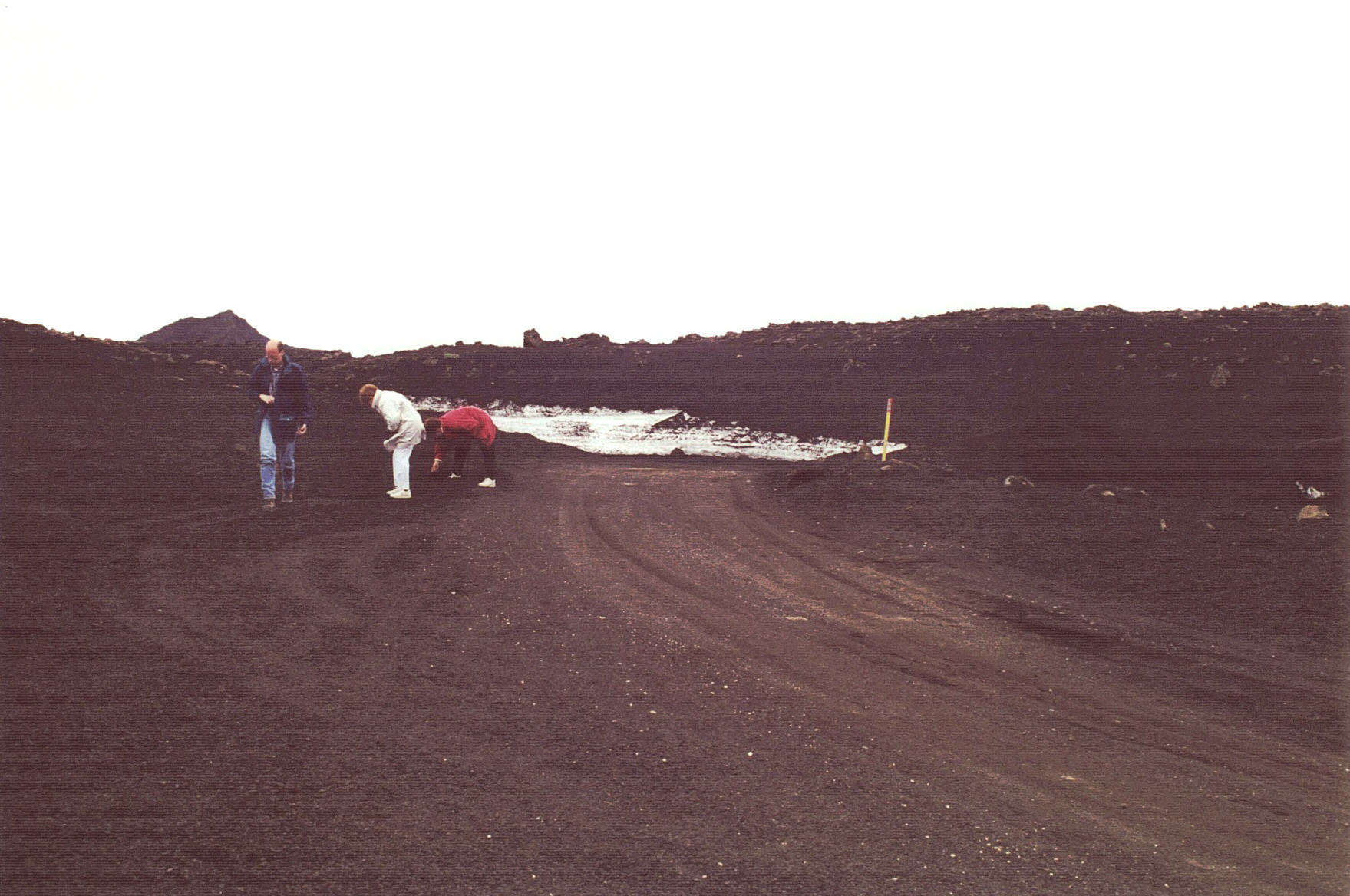
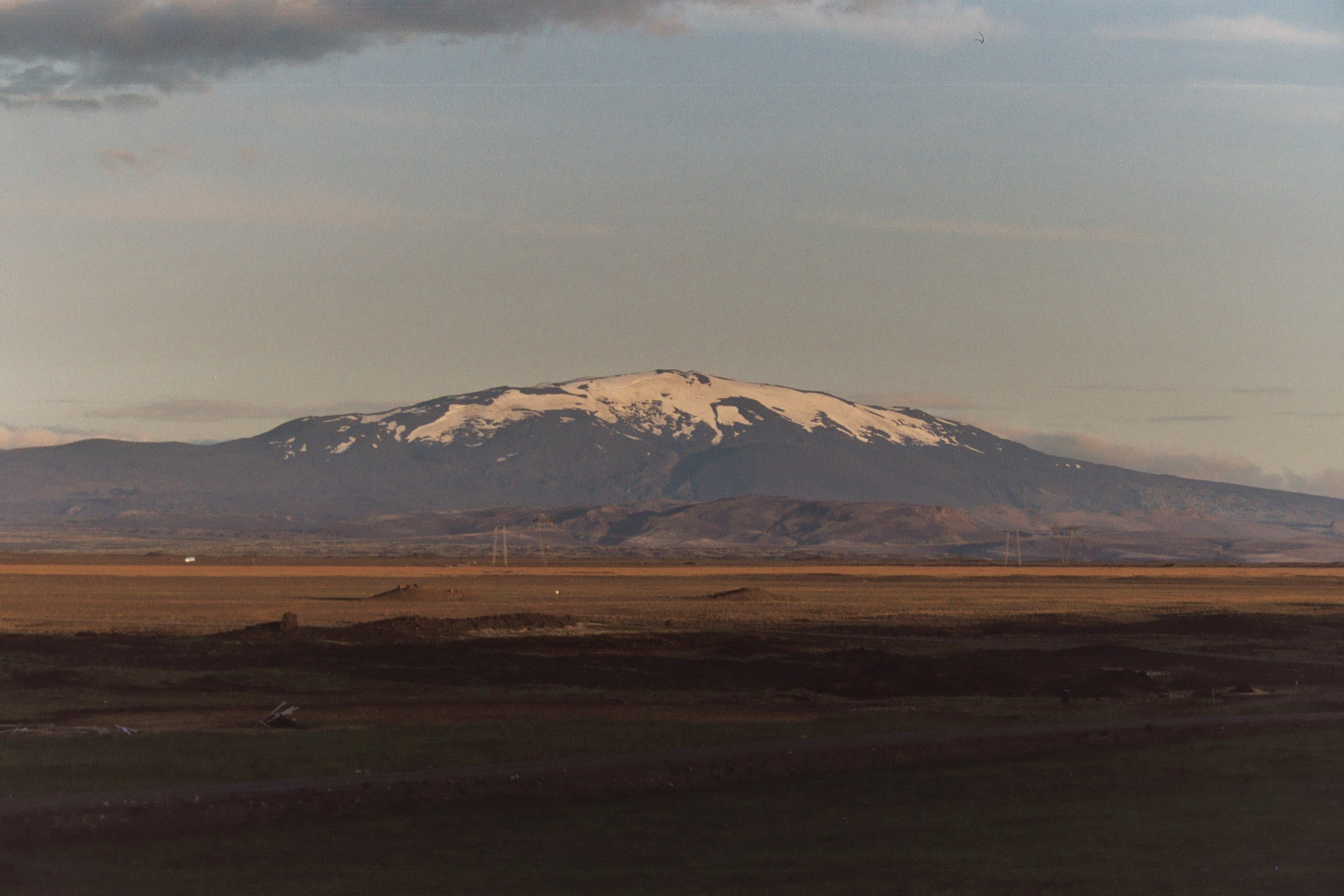
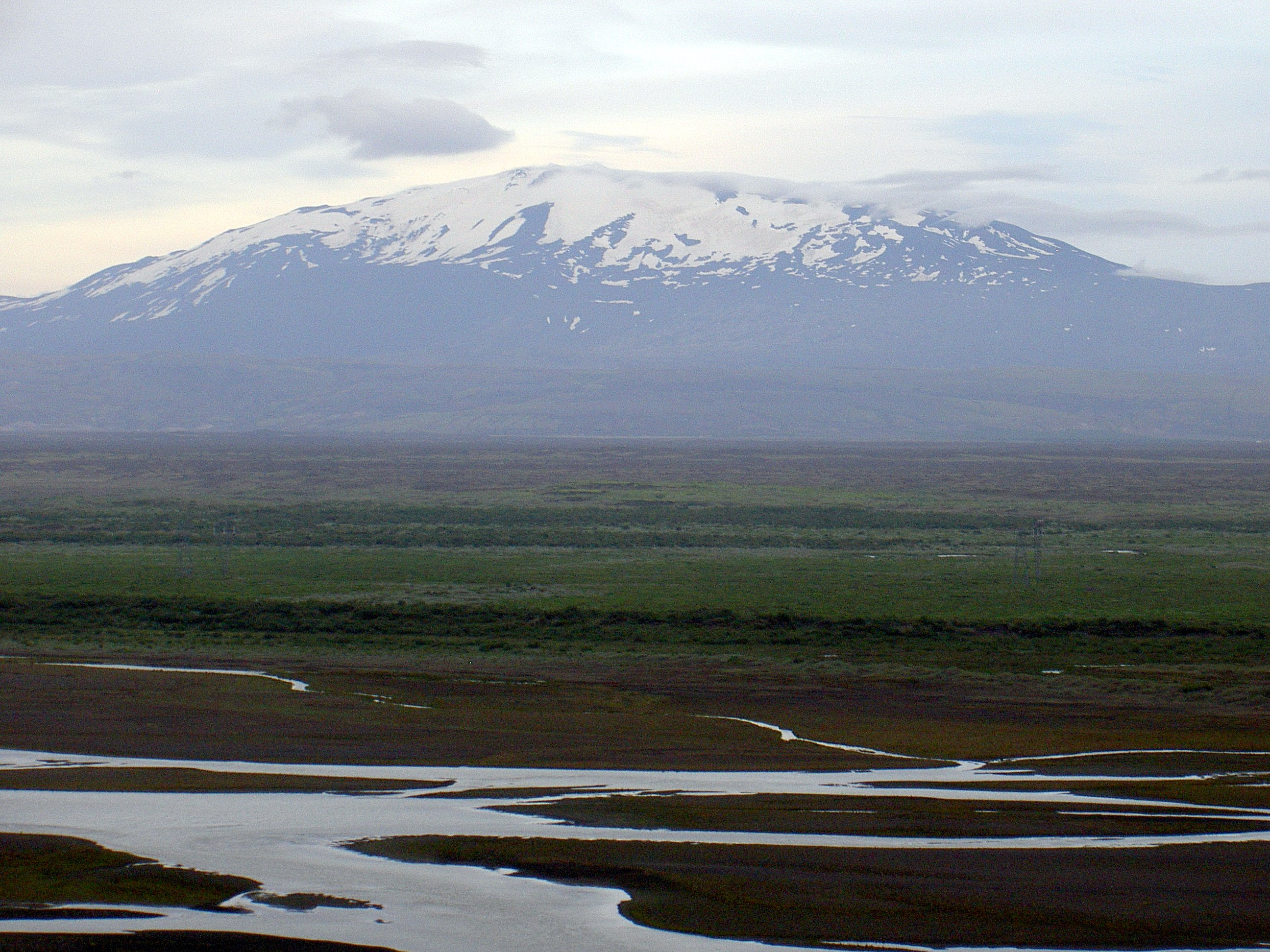
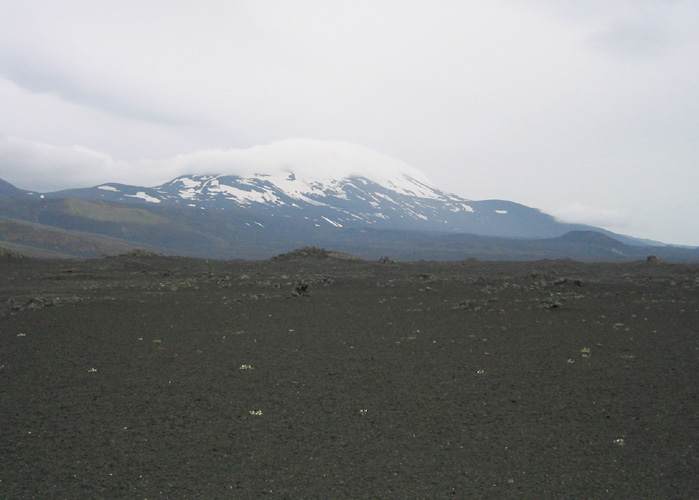